# Rubijus Hagrid
Rubijus Hagrid (6. decembar 1928) izmišljni je lik iz serije romana o Hariju Poteru. 

## Opis
Gotovo je uvek oslovljavan prezimenom. Hagrid je čuvar ključeva i poseda u Hogvortsu i profesor Brige o magičnim stvorenjima.
Dvaput je viši i gotovo triput širi od prosečnog čoveka. Voli „obične” životinje i magična stvorenja, a pogotovo one neobične i opasne. Dž. K. Rouling rekla je da Hagrida ne zanimaju pitoma magična stvorenja zato što u tome ne vidi izazov.
U filmovima, koji se temelje na romanima o Hariju Poteru, Hagrida glumi škotski glumac Robi Koltrејn, a u nekim scenama gde bi trebalo da bude naglašena njegova visina Hagrida glumi bivši engleski igrač ragbija, Martin Bajfild. Roulingova je izjavila da je zamišljala upravo Koltrejna u ulozi Hagrida dok je pisala romane.
Hagrid je polu-džin, tj. otac mu je „normalac” (običan čovek), a majka mu je džin. U petom delu romana (Hari Poter i Red feniksa) Hagrid dovodi brata Gropa na Hogvorts. Hagrida su za vreme boravka na Hogvortsu optužili da je otvorio Dvoranu Tajni, te su ga izbacili iz škole. Na svojoj drugoj godini na Hogvortsu, Hari otkriva da je Hagrid nevin. Član je Reda feniksa. Spasao je Harija dovedovši ga kod profesora Dambldora doletevši na Sirijusovom motociklu. Kada je Hari bio na trećoj godini, Hagrid je unapređen iz čuvara ključeva u profesora brige o magijskim stvorenjima. Najgori period u životu mu je bio, kako kaže, kada je nevin otišao u Askaban, čarobnjački zatvor koji čuvaju užasna bića, dementori, koji isisavaju svu sreću iz ljudi. Hagrid umesto čarobnog štapića koristi svoj ružičasti kišobran kojim baš i ne vlada kako treba.